# Giao hưởng số 1 (Schumann)
Giao hưởng số 1 cung Si giáng trưởng, Op. 38, hay còn gọi là Giao hưởng mùa xuân là bản giao hưởng đầu tiên của nhà soạn nhạc người Đức Robert Schumann. Dù Schumann có sáng tác một số tác phẩm mang tính chất giao hưởng vào mùa thu năm 1840 ngay sau đám cưới với Clara Schumann, nhưng Robert Schumann không hề viết giao hưởng cho đến tận năm 1841. Schumann phác thảo tác phẩm từ ngày 23 đến 26 tháng 1 và đến ngày 20 tháng 2 thì ông đã hoàn thành tác phẩm. Buổi công diễn đầu tiên của tác phẩm là vào 31 tháng 3 năm 1841 tại Leipzig dưới sự chỉ huy của Felix Mendelssohn và nó được đón nhận nồng nhiệt. Về tiêu đề "Mùa xuân", theo nhật ký của Clara Schumann, nó có nguồn gốc từ các bài thơ của Adolph Boettger. Tuy nhiên, bản thân Robert thừa nhận ông chỉ dựa trên bài thơ Mùa xuân của tình yêu của tác giả này. 

## Thành phần tham gia biểu diễn
- 2 flute
- 2 oboe
- 2 clarinet
- 2 bassoon
- 4 kèn horn
- 2 trumpet
- 3 trombone
- Timpani
- Triangle
- Bộ dây

## Nhận xét chung
Nói chung, bản giao hưởng số 1 của Schumann mang dáng dấp của phong cách Cổ điển. Tuy nhiên, nó cũng không nằm ngoài xu hướng lãng mạn đương thời. Tuy yếu về cấu trúc, nhưng tác phẩm lại giàu về giai điệu lãng mạn. Trong bản giao hưởng này, Schumann chỉ sử dụng tiếng timpani vào những đoạn cao trào của tác phẩm, điều phổ biến trong thời đại âm nhạc lúc đó. Trong kết thúc của chương 1, tiếng kẻng tam giác vang lên trong cao trào của chương nhạc. Đây là một đoạn hiếm hoi mà kẻng tam giác lên tiếng.

## Cấu trúc

### Chương 1: Andante un poco maestoso – Allegro molto vivace
Chương này được viết ở cung Si giáng trưởng. Đây là chương hay nhất và cũng là chương gợi mở đến mùa xuân nhiều nhất. Mở đầu là tiếng kèn vẽ nên nền của bức tranh mùa xuân, tiếp theo đó là những nét vẽ tiếp theo của dàn nhạc. Phần Andante được mở ra như thế. Và phần Allegro tiếp nối nó (chương này không hề chia thành 2 phần rõ rệt, nhưng người nghe hoàn toàn có thể nhận ra lúc nào là Andante, lúc nào là Allegro). Trong những giai điệu của Allegro, Schumann cho ta thấy một mùa xuân sôi động với ánh nắng tràn đầy, với sự vươn lên mạnh mẽ của những mầm xanh, với sự bay lượn của chim chóc và ong bướm. Một mùa xuân thực sự, một lễ hội mở ra trước mắt ta. Gần cuối tác phẩm, cả dàn nhạc giao hưởng biểu diễn những giai điệu chậm lại. 

### Chương 2: Larghetto
Chương nhạc này được viết ở cung Mi giáng trưởng. Đây là chương nhạc tuy có giai điệu đẹp của âm nhạc thời kỳ Lãng mạn, nhưng nó có chứa nhiều yếu tố của âm nhạc thời kỳ Cổ điển. Nó thoang thoảng màu sắc của âm nhạc Ludwig van Beethoven. 

### Chương 3: Scherzo: Molto vivace – Trio I: Molto piu vivace – Trio II
Đây là chương nhạc được viết ở cung Đô thứ. Chương này cũng mang màu sắc của âm nhạc thời kỳ Cổ điển. Đó là các điệu trio đầy quyến rũ nhưng cũng rất mạnh mẽ. Đây cũng là giai điệu chủ yếu của tác phẩm. Xen kẽ giữa các giai điệu đó là 2 đoạn scherzo. Chúng mang phong cách của chương 1.

### Chương 4: Allegro animato e grazioso
Chương cuối cùng được viết ở cung Si giáng trưởng. Chương này được diễn tả bằng những nốt nhạc vững chãi, có những đoạn khá tinh nghịch. Cái kết của chương này cũng khá giống chương 1, cao trào dâng lên, nhưng không hề có khúc nhạc nào lắng dịu xuống mà hoàn toàn huy hoàng. Cái kết này là cái kết phổ biến ở nhiều tác phẩm thời kỳ Lãng mạn.